# Jaime Osorio Márquez
Jaime Osorio Márquez (Cali, 30 de octubre de 1975-23 de diciembre de 2021) fue un productor, guionista, realizador y director de cine colombiano.

## Biografía
Jaime Osorio Márquez nació en Cali en 1975. Entre 1995 y 1999, cursó estudios de Deug, la Licence y La Maitrisse en Arts du Spectacle Mention Études Cinématographiques en la Université de Rennes II, en Francia. En 2000 regresó a Colombia, convirtiéndose en director de comerciales para empresas como Teleset (propiedad de Sony Pictures Television International), República Films, Los Sopranos en Venezuela y para Rhayuela Films. Dirigió importantes campañas publicitarias para clientes como Avianca, Chevrolet, Coca-Cola, Yoplait, Alpina, McDonalds, Nestlé y Newell Sanford, además de ser ganador en los festivales Nova y del Caribe. En Colombia fue reconocido por su manera de imprimirle tensión y dramatismo a la imagen.
En 2011, estrenó su ópera prima de largometraje como director y guionista, El páramo, producida por Rhayuela Cine en coproducción con Alta Films (España) y Sudestada (Argentina), y contando además con Wild Bunch como agente de ventas internacionales, compañía que compró los derechos del filme cuando éste se encontraba en la primera semana de rodaje y que logró llevarla a múltiples territorios, como el Reino Unido, Alemania, Japón, Turquía, Tailandia y Taiwán.
En 2011 dirigió para Caracol Televisión la serie El laberinto, en coproducción con Sony Televisión. Entre 2013 y 2017 escribió el largometraje Mostro (también llamada Asilo) y la primera temporada de la serie de televisión Mil colmillos.
Falleció el 23 de diciembre de 2021, a los 46 años, al aplicársele la eutanasia, tras padecer durante varios años un cáncer.

## Filmografía

### Cine y televisión
- Mil colmillos (2021)
- Siete cabezas (2017)
- El páramo (2012)
- El laberinto (2011)